# 丹采貝爾山
46°46′46″N 10°38′02″E / 46.7795°N 10.6339°E

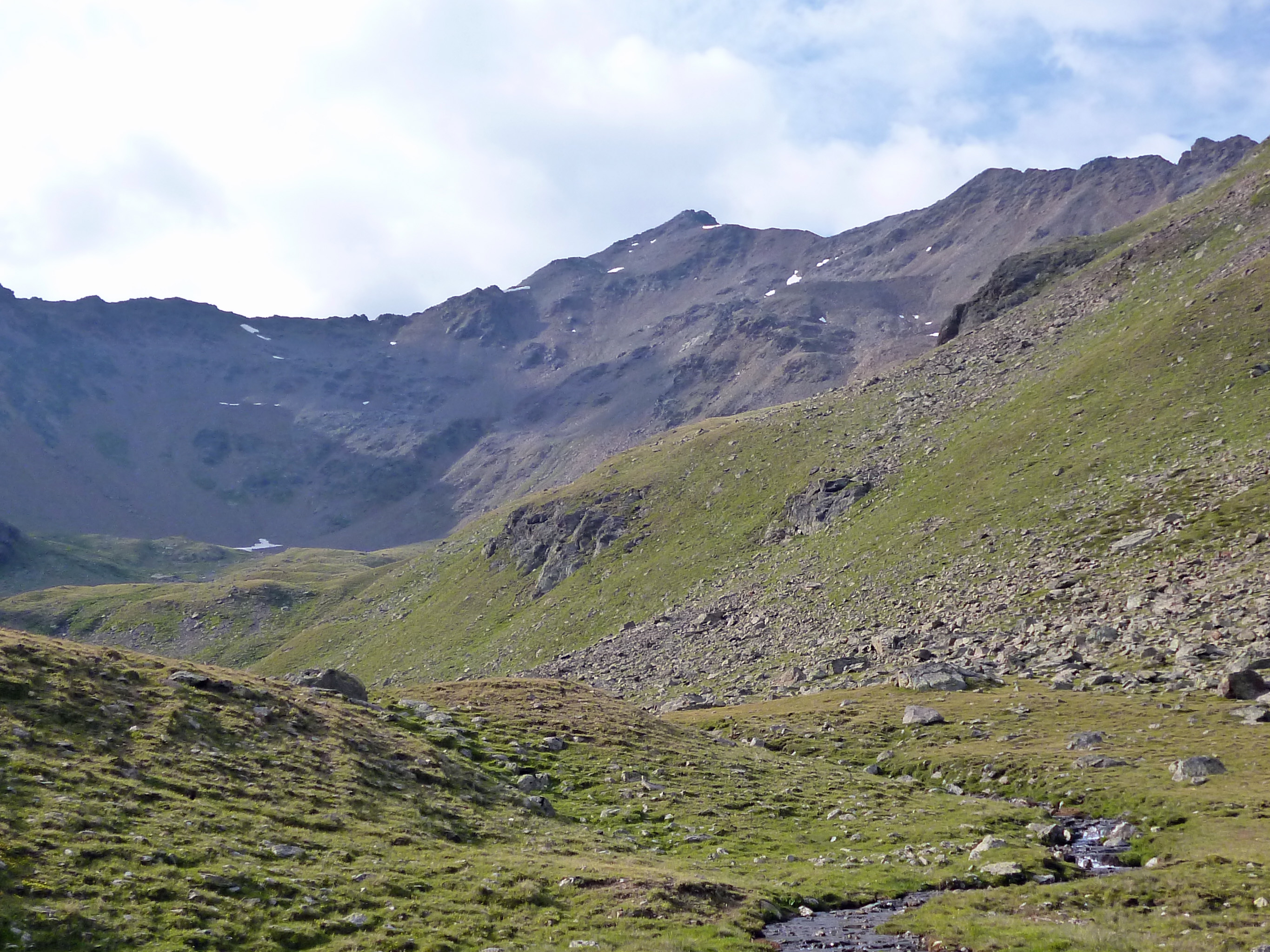

丹采貝爾山（義大利語：Danzebell），是意大利的山峰，位於該國東北部，由博爾扎諾-南蒂羅爾自治省負責管轄，屬於奧茨塔爾阿爾卑斯山脈的一部分，海拔高度3,148米，人類在1854年首次登頂。